# レ・ザルマトゥール
レ・ザルマトゥール（Les Armateurs）はフランスのアニメーション制作会社。長編アニメーション映画を制作するスタジオとして知られている。主な作品に『キリクと魔女』『ベルヴィル・ランデブー』『くまのアーネストおじさんとセレスティーヌ』などがある。

## 沿革
1994年、プロデューサーのディディエ･ブリュネールによってレ・ザルマトゥールが設立される。1997年、スタジオはシルヴァン・ショメ監督の短編アニメーション『老婦人とハト』を公開する。作品は第70回アカデミー賞短編アニメーション部門にノミネートされた。
1998年、ミッシェル・オスロ監督によるスタジオ初の長編アニメーション映画『キリクと魔女』を公開する。映画は数々の国際的な映画賞を獲得しフランス国内だけで観客動員130万人・興行収入650万ドルのヒットを記録した。アニメーション映画としてフランス映画史上歴代興行収入第1位の作品となった。
2003年、シルヴァン・ショメ監督初の長編映画『ベルヴィル・ランデブー』を公開する。映画は第76回アカデミー賞長編アニメーション部門と歌曲部門にノミネートされた。
2009年、トム・ムーア監督の長編映画『ブレンダンとケルズの秘密』を公開する。映画は第82回アカデミー賞長編アニメーション部門にノミネートされた。
2012年、長編映画『くまのアーネストおじさんとセレスティーヌ』を公開する。映画は第86回アカデミー賞長編アニメーション部門にノミネートされた。

## 制作作品

### 長編アニメーション映画
| #  | タイトル 邦題/英題/原題                                                                                | 公開日         |
| -- | --- | -------------- |
| 1  | キリクと魔女 Kirikou and the Sorceress / Kirikou et la Sorcière                                        | 1998年12月9日  |
| 2  | プリンス＆プリンセス Princes and Princesses / Princes et Princesses                                    | 2000年1月26日  |
| 3  | 白くまになりたかった子ども The Boy Who Wanted to Do the Impossible / L'Enfant qui voulait être un ours | 2002年12月18日 |
| 4  | ベルヴィル・ランデブー The Triplets of Belleville / Les Triplettes de Belleville                       | 2003年6月11日  |
| 5  | チュッピー T'Choupi / T'Choupi                                                                         | 2004年3月31日  |
| 6  | キリクと魔女2 4つのちっちゃな大冒険 Kirikou and the Wild Beasts / Kirikou et les Bêtes sauvages        | 2005年12月7日  |
| 7  | ブレンダンとケルズの秘密 The Secret of Kells / Brendan et le Secret de Kells                           | 2009年2月11日  |
| 8  | The Storytelling Show / Allez raconte !                                                                | 2010年10月20日 |
| 9  | キリク 男と女 3D Kirikou and the Men and Women / Kirikou et les Hommes et les Femmes                   | 2012年10月3日  |
| 10 | くまのアーネストおじさんとセレスティーヌ Ernest & Celestine / Ernest et Célestine                      | 2012年12月12日 |
| 11 | カブールのツバメ The Swallows of Kabul / Les Hirondelles de Kaboul                                     | 2019年5月16日  |

### 短編アニメーション映画
| # | タイトル                                    | 公開日 |
| - | ------------------------------------------- | ------ |
| 1 | 老婦人とハト La Vieille Dame et les Pigeons | 1997年 |
| 2 | L'Inventaire fantôme                        | 2004年 |
| 3 | Vos papiers                                 | 2006年 |
| 4 | Ovulación!                                  | 2006年 |
| 5 | Les P'tits Lus                              | 2010年 |

### 長編実写映画
| # | タイトル                  | 公開日        |
| - | ------------------------- | ------------- |
| 1 | L'Équilibre de la terreur | 2005年        |
| 2 | Kill Me Please            | 2010年11月3日 |